# Karl Leineweber
Karl Leineweber (* 3. Februar 1911 in Steinbach; † 14. Juni 1997 in Kassel) war ein deutscher Lyriker und Schriftsteller.

## Leben

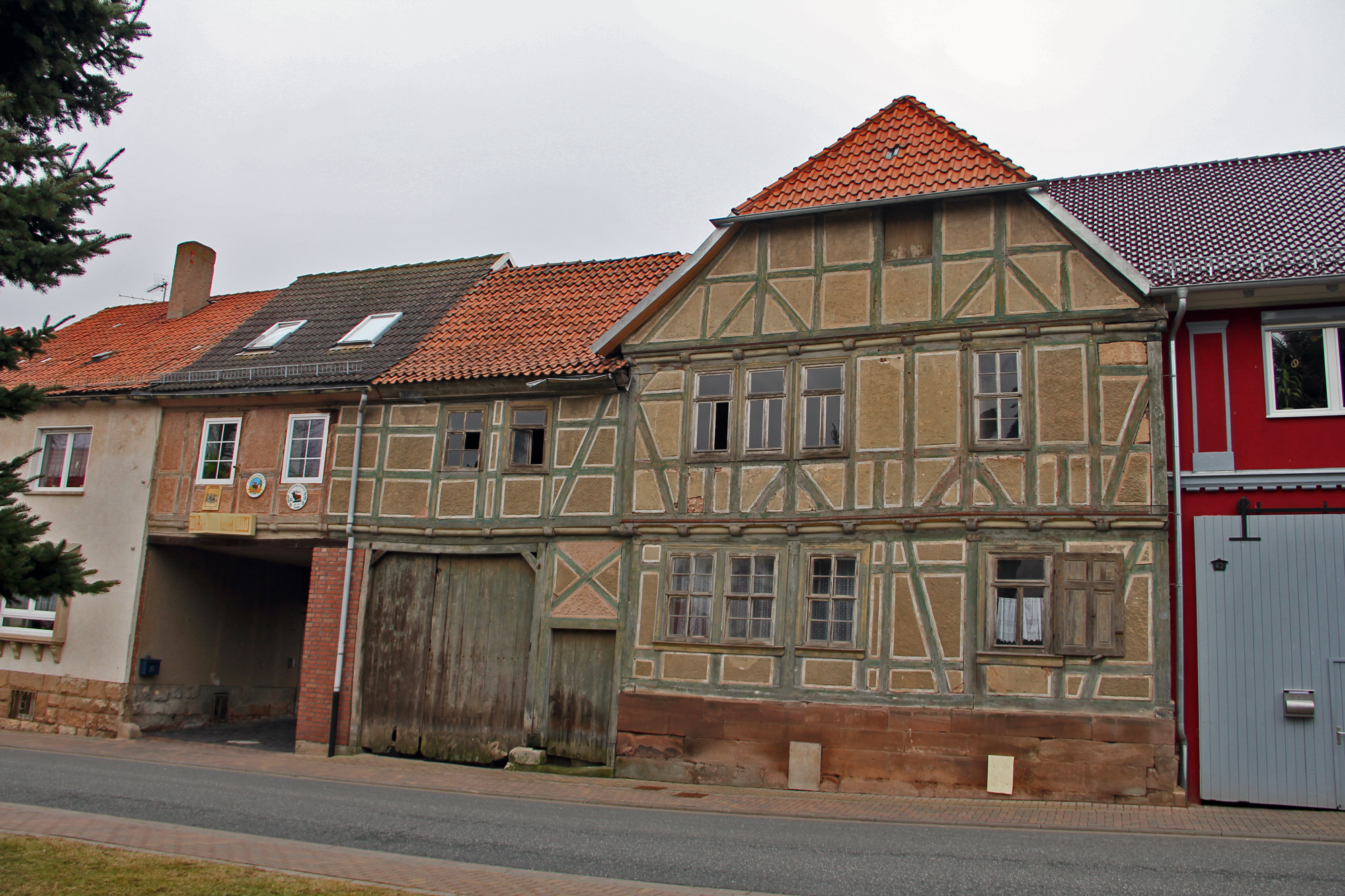
Das Geburtshaus von Karl Leineweber in Steinbach

Leineweber wuchs in Steinbach bei Worbis im Eichsfeld auf. Leineweber verfasste Lyrik und Schnurren und schrieb Prosa in mitteldeutscher bzw. eichsfeldischer Mundart. Er arbeitete nach dem Zweiten Weltkrieg in Kassel als Immobilienmakler. 1979 trat er dem Kasseler Autorenverband bei und im Folgejahr der Interessengemeinschaft deutschsprachiger Autoren. Er wurde unter anderem mit dem Bundesverdienstkreuz am Bande (1985) und dem Ehrenbrief des Landes Hessen (1986) ausgezeichnet. 1997 verstarb Leineweber in Kassel.

## Werke
- Daheime uff’m Eichsfaelle.  Cordier, Heiligenstadt 1992
- Weggewergg.  Wartberg Verlag, Gudensberg-Gleichen 1989
- Wullme mohl en Muhl vull storjen … Rat der Stadt, Heiligenstadt 1988
- Aphorismen der Liebe. Thiele und Schwarz, Kassel-Wilhelmshöhe 1986
- Der Frauen Lebensjahre in den Dezennien von 10 bis 100. Thiele und Schwarz, Kassel-Waldau 1986
- Faellgieker vum Eichsfaelle. Mecke, Duderstadt 1986
- Heitere und kriminelle Berufe-Arten. Bläschke, Sankt Michael 1984
- Anthologie letzter Lyrik. Bläschke, Sankt Michael 1983
- Des Menschen Lebensjahre in den Dezennien von 10 bis 100. Thiele und Schwarz, Kassel 1980
- Bunt ausgewählte Gedichte. Hg. Karl Leineweber, Kassel 1978
- De Mustkrickn. van Acken, Lingen (Ems) 1960
- Der Rattenfänger von Hameln. Verlag nicht zu ermitteln, zwischen 1950 und 1959